# Michl Schwarz
Emanuel Michael Schwarz (genannt Michl, geboren 8. Oktober 1878 in Wien, Österreich-Ungarn; gestorben 8. Juni 1968 in Wien) war ein österreichischer Arzt und Fußballfunktionär.

## Leben
Emanuel Schwarz studierte Medizin und wurde promoviert. Er wurde Kurarzt und dann praktischer Arzt. Er lebte in einer Wohnung in der Wollzeile 36 im 1. Bezirk. Im selben Haus befand sich das Kabarett Simpl, und hier wohnte auch der Kabarettist Fritz Grünbaum. Schwarz’ Klientel war die höhere Bourgeoisie Wiens. Im Ersten Weltkrieg meldete er sich als Militärarzt.
Schwarz war Mitglied im Fußballverein FK Austria Wien und Sportarzt der Fußballspieler. 1925 überzeugte er den Stürmer Matthias Sindelar von der Notwendigkeit einer Meniskusoperation, die diesem die weitere Karriere ermöglichte. Für „seine Spieler“ spielte er den Patriarchen, so für den Wunderteamspieler und Austria-Kapitän Walter Nausch. Während der Weltwirtschaftskrise wurde Schwarz 1931 in die Spitze der Vereinsführung gewählt und 1932 zum Präsidenten. In seiner Präsidentschaft wurde der Verein zweimal Mitropacupsieger, 1933 und 1936.
Nach dem „Anschluss“ Österreichs an das nationalsozialistische Deutsche Reich im März 1938 wurde der Vereinsvorstand von den österreichischen Nationalsozialisten entlassen und die Vereinsführung von Gefolgsleuten übernommen. Schwarz, der jüdischer Herkunft war, blieb noch nach der Reichspogromnacht im November 1938 in Wien und vertraute auf seine internationalen Kontakte.
Um seine Frau und seinen Sohn Franz, der als sogenannter „Halbjude“ ebenfalls verfolgt wurde, zu schützen, ließ sich das Paar im August 1940 pro forma scheiden, wobei Schwarz die Alleinschuld übernahm und seiner „arischen“ Frau damit die Wohnung sicherte. Es wurde ein Schauprozess inszeniert und die Ehe am 8. Mai 1940 geschieden. Erst 1951 konnte das Paar die Ehe erneuern.
Als Schwarz im Mai 1939 mit Unterstützung des italienischen Fußballfunktionärs Giovanni Mauro nach Bologna floh, konnte er wegen des zunehmenden, staatlich verordneten Antisemitismus in Italien nicht lange bleiben. FIFA-Präsident Jules Rimet stellte ihm ein Affidavit aus, und Henri Delaunay verhalf ihm zu einem Visum für Frankreich, wo er sich in Grenoble als Sportmasseur durchschlug und 1940 die deutsche Eroberung erleben musste.
1944 wurde er in Angoulême aufgegriffen und kam in ein Internierungslager. Aus ihm unerklärlichen Gründen verhalf ihm der aus Österreich stammende Lagerleiter, der ihn lautstark beschimpfte, zur nächtlichen Flucht, indem ein Lagertor unversperrt blieb. Schwarz konnte sich mit Unterstützung des Fußballers und Résistancekämpfers Friedrich Donnenfeld in Paris verbergen. Den Namen des hilfreichen Lagerleiters konnte Schwarz nach 1945 nicht herausfinden. Sein Sohn Franz Schwarz erzählte, dass er mehrmals von der Gestapo verprügelt wurde, weil diese den Aufenthaltsort seines Vaters erfahren wollte. Angeblich schmuggelten Fußballspieler, darunter Franz Binder, Briefe von Schwarz nach Wien, einzelne davon sind erhalten. In einem schreibt Michl Schwarz: „Morgen sind es fünf Jahre, dass ich meine Allerliebsten verlassen habe und hoffe ich, dass es doch bald ein Wiedersehen geben wird, denn wie du sagst, die Hoffnung ist das einzige, was einen aufrecht erhält.“
Mit dem Flug der französischen Fußballnationalmannschaft kam Schwarz am 6. Dezember 1945 nach Wien zurück und konnte 1946 seine Präsidententätigkeit bei Austria Wien wieder aufnehmen, die er noch bis August 1955 ausübte. 1947 konnte er den Spieler Ernst Ocwirk für den Verein anwerben, der dort bis 1956 aktiv war. Schwarz wurde mit dem Titel eines Obermedizinalrats und 1964 dem Goldenen Ehrenzeichen für Verdienste um die Republik Österreich ausgezeichnet.
Emanuel Schwarz erhielt ein Ehrengrab auf dem Hietzinger Friedhof.